# Elisa de Paiva Curado
Elisa de Paiva Curado (Leiria, 1858 - 1933) foi uma escritora e militante feminista, fundadora e directora de A Mulher - Revista Illustrada das Famílias.

## Biografia
Elisa de Paiva Curado nasceu em Leiria, filha de José Pereira Curado e de Dona Joaquina Paiva Curado, tendo sido baptizada em 6.10.1858 na Sé de Leiria. 
Fundou e dirigiu, sob o anagrama de Eliza Caodur, uma das primeiras revistas feministas (e não apenas femininas) portuguesas: A Mulher - Revista Illustrada das Famíias. Colaborou também com várias outras publicações como O Jornal das Damas, O Mundo Elegante e Ribaltas e Gambiarras, tendo escrito vários contos e artigos de opinião, muitas vezes polémicos. Casou em Leiria, Leiria, na Sé, a 17 de Maio de 1888 com Diogo de Faria Pinho e Vasconcelos Soares de Albergaria. Desta ligação nasceu Joana Curado de Pinho Soares de Albergaria (28 de Fevereiro de 1889 - 14 de Setembro de 1977) .  
Em 1907 integrou a direção do grupo para o estabelecimento do Comité Português da associação francesa La Paix et Le désarmement par les Femmes (que integrava nomes como Carolina Michaelis de Vasconcelos, Virgínia Quaresma, Cláudia de Campos, Domitila de Carvalho e Olga Morais Sarmento da Silveira, entre muitas outras). Foi activista militante para a aprovação da Lei do Divórcio (legalizada em 1910 pouco depois da aclamação da República). Teve um papel relevante para a educação humanística do seu neto, o filósofo e professor Fernando Pinho de Almeida.

## A Mulher - Revista Illustrada das Famílias(1883-1885)

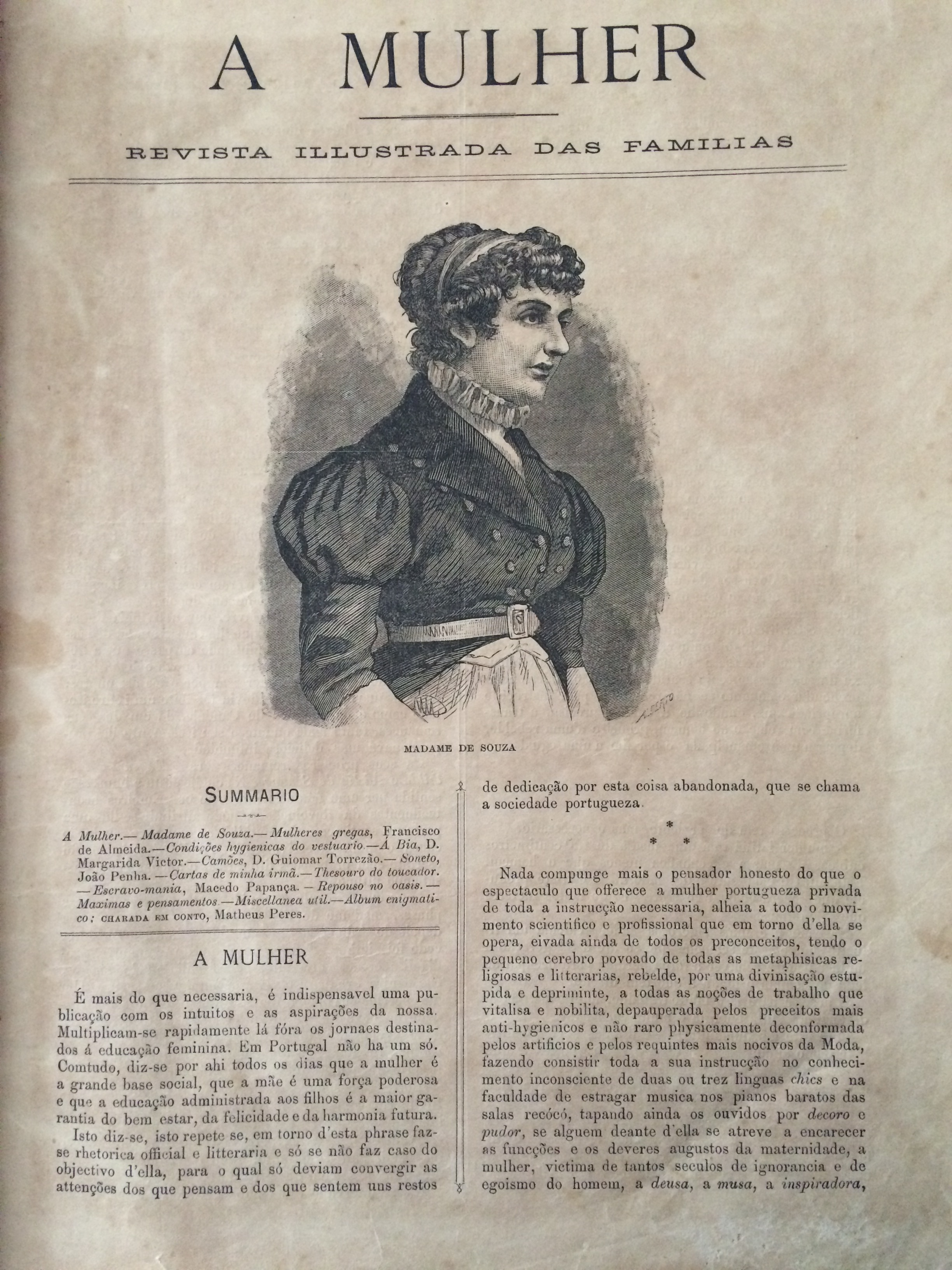
Capa do primeiro número da revista A Mulher- Revista Illustrada das Famílias, publicada em Lisboa a 15 de Março de 1883, com o editorial assinado por Elisa de Paiva Curado, sob o pseudónimo de Eliza Caodur.

A Mulher – Revista Ilustrada das Famílias, fundada e dirigida por Elisa de Paiva Curado, foi uma revista semanal de Lisboa e uma das primeiras revistas feministas portuguesas, que saía todas as quintas-feiras entre março de 1883 e março de 1885. Nela escreveram, entre outros, nomes sonantes da época como como João de Deus, Teófilo Braga, Bulhão Pato, Pinheiro Chagas, Ramalho Ortigão, Fialho de Almeida (que noutra publicação lhe dedicou um conto, "Paulina") e feministas de peso como Maria Amália Vaz de Carvalho, Guiomar Torresão e a própria Elisa Curado.  O ponto de partida era a educação: o objectivo era conseguir a longo prazo uma sociedade igualitária em que homens e mulheres tivessem acesso à instrução sem diferença entre os sexos, terminando com “a velha intolerância opressora que sacrificava a educação da mulher no altar dos preconceitos estultos” . Os textos eram muitas vezes radicais, celebrando feitos e conquistas das mulheres, providenciando educação científica e literária, insurgindo-se contra a discriminação de género e insistindo na igualdade intelectual entre os sexos. A par de textos sobre conquistas femininas históricas ou recentes, educação científica, ou artigos inflamados a favor da lei do divórcio e do sufrágio feminino, a revista continha partituras destinadas à prática da música doméstica (muitas vezes escritas e assinadas por compositoras), ensaios sobre o papel da música na educação, biografias de cantoras e críticas regulares às récitas dos teatros da época, com especial atenção às intervenientes femininas.